# Stanisław Krwawicz
Stanisław Krwawicz (ur. 1894, zm. 1965) – polski nauczyciel, popularyzator kultury klasycznej, nauczyciel łaciny, historii, muzyki i śpiewu. 
Urodził się w 1894. Absolwent seminarium duchownego i Uniwersytetu Jana Kazimierza we Lwowie.
Nauczyciel łaciny, historii, muzyki i śpiewu w Państwowym Gimnazjum im. Juliusza Słowackiego w Czortkowie (przynajmniej od 1925 roku), w którym prowadził Koło Miłośników Dramatu Klasycznego (ówczesny system edukacji bardzo duży nacisk kładł na znajomość kultury i sztuki klasycznej czyli antycznej). Organizował szkolne inscenizacje teatralne sztuk, min.: "Elektra" (z muzyką prof. Antoniego Adolfa Sas-Uruskiego), "Protesilaus and Laodamia" Stanisława Wyspiańskiego z muzyką własną, a w 1937 roku "Antygonę" Sofoklesa. Inscenizacja "Antygony" w wykonaniu uczniów czortkowskiego gimnazjum i liceum była wystawiana również w Buczaczu i Trembowli (informacje o tych występach pochodzą bezpośrednio od ucznia, biorącego udział w tym przedstawieniu).
Później uczył w gimnazjum w Jarosławiu. 
W okresie międzywojennym publikował na łamach czasopism poświęconym kulturze i sztuce antycznej: "Kwartalnik Klasyczny": ("Rekonstrukcja teatru antycznego w szkole: sprawozdanie z przedstawień młodzieży Państwowego Gimnazjum w Czortkowie" 1933, nr 4; "Wychowanie obywatelskie w programie języka łacińskiego" 1934, nr 3) oraz "Eos" (T. 36, 1935, s. 118–119). 
Podczas II wojny światowej uczył na kompletach gimnazjalnych i licealnych. 
Po II wojnie światowej uczył w Państwowym Gimnazjum Przemysłu Drzewnego w Krzeszowicach i w miejscowym liceum ogólnokształcącym. Reżyserowane przez niego przedstawienie "Ifigenia w Aulidzie" Eurypidesa, wystawiane przez uczniów, było – jak wspomina Anna Seniuk – "zawsze wielkim wydarzeniem dla mieszkańców miasteczka".
Zmarł w 1965. W literaturze naukowej określany jako zasłużony nauczyciel.
Żona: Dobrosława, działaczka społeczna. Syn Marian.